# Nacka (Gemeinde)
Koordinaten: 59° 18′ N, 18° 10′ O

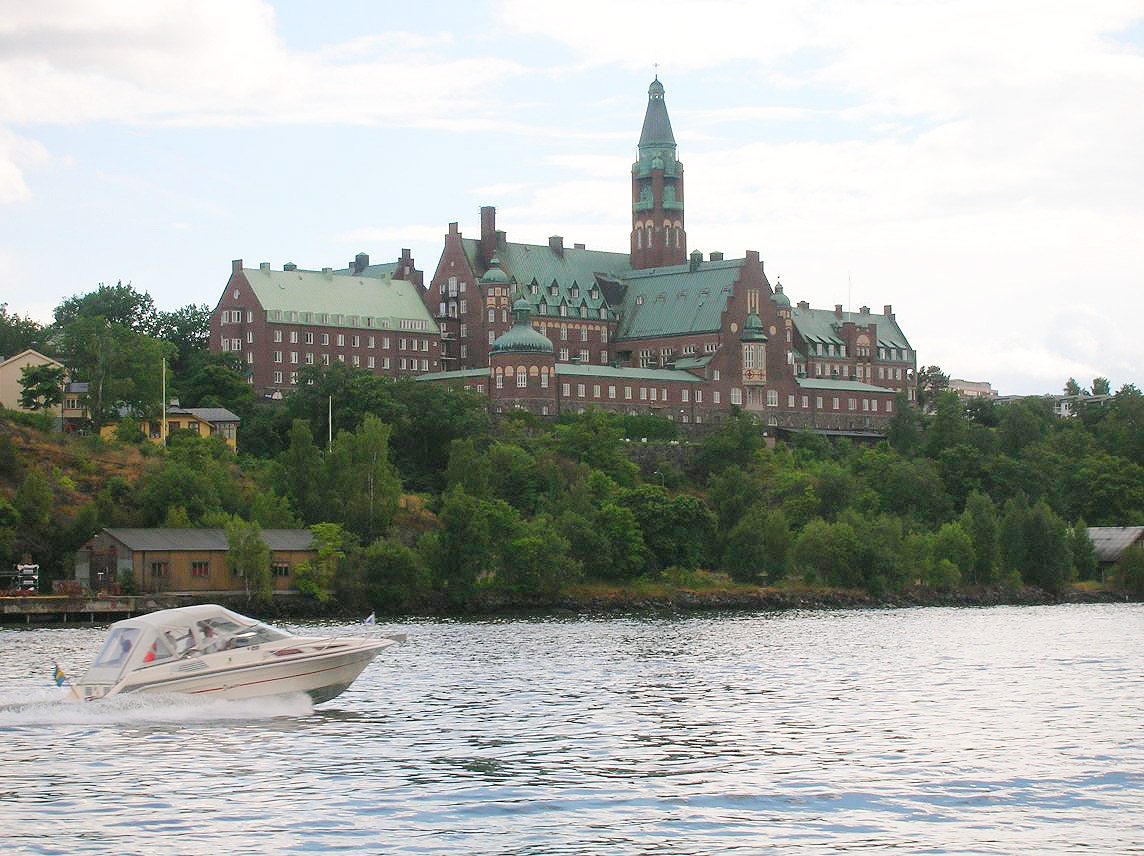
Danvikshem

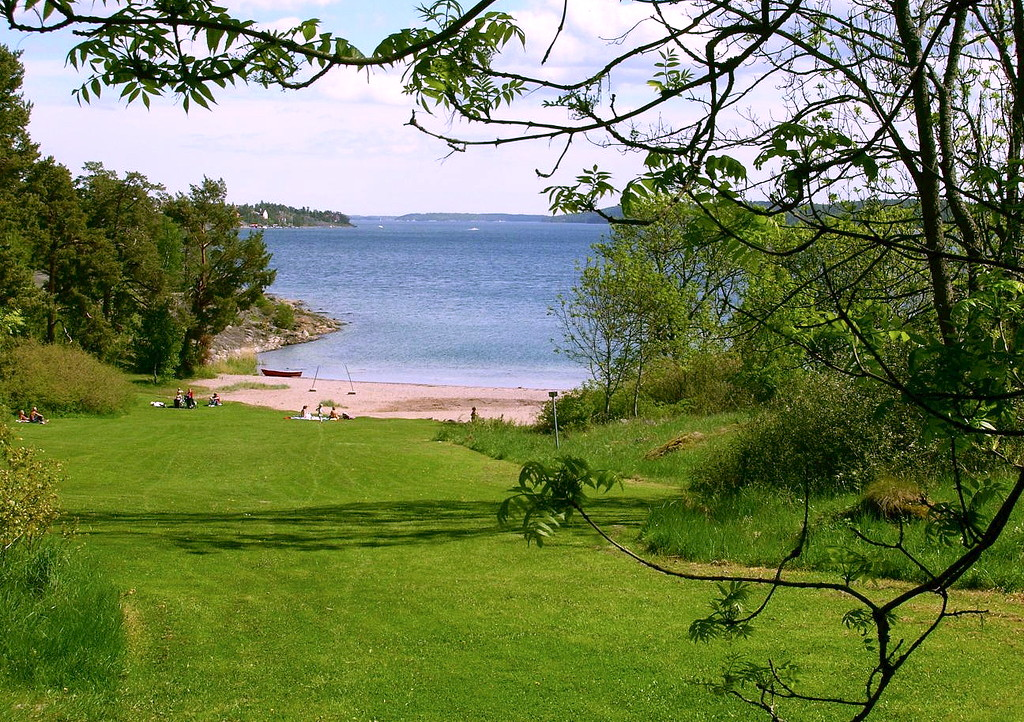
Erstaviksbadet

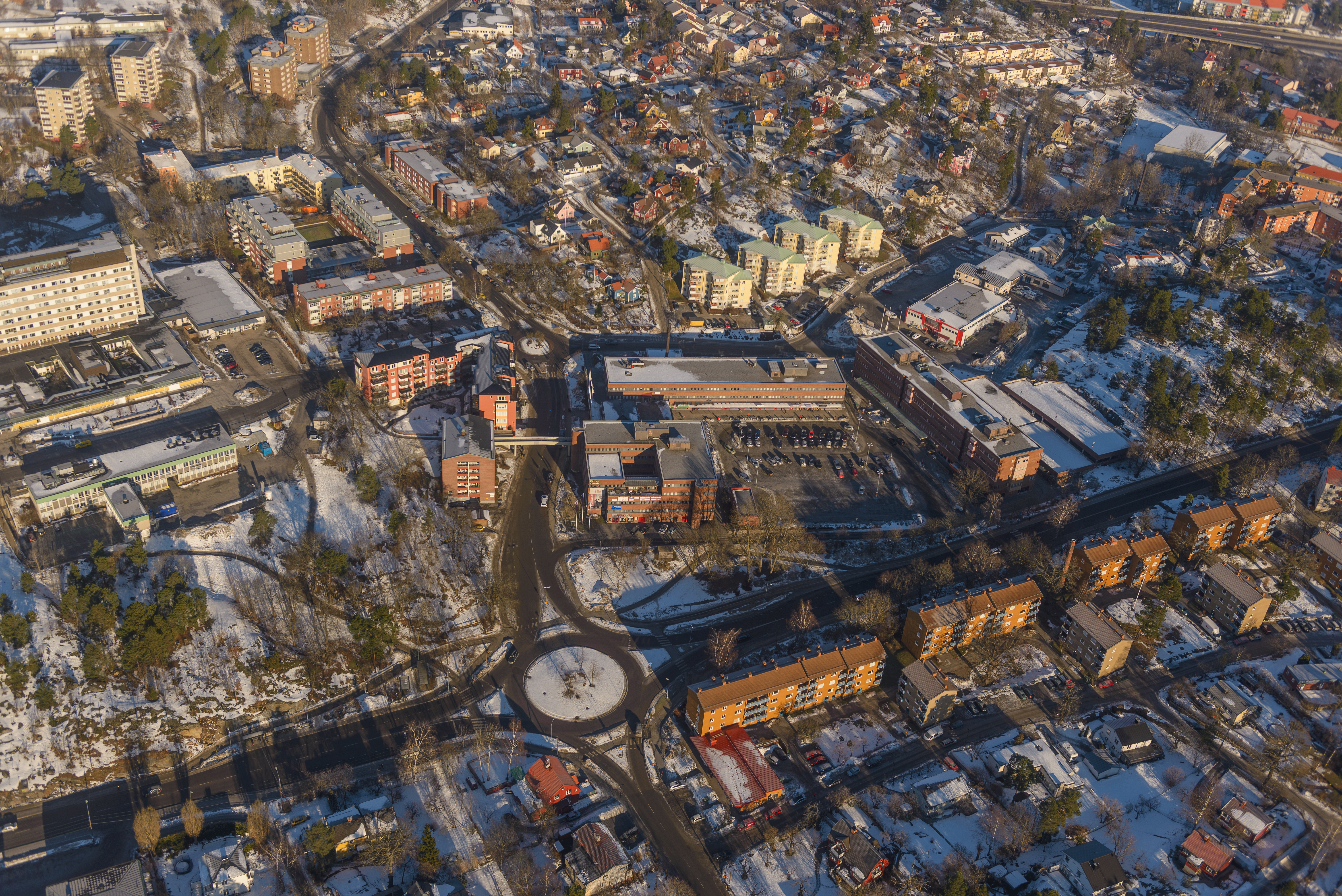
Ektorp

Nacka ist eine Gemeinde (schwedisch kommun) in der schwedischen Provinz Stockholms län und in den historischen Provinzen Södermanland und Uppland.
Das Zentrum bildet die Stadt Nacka, die 1949 die Stadtrechte erhielt und somit eine der jüngsten Städte Schwedens ist. Die Gemeinde hat heute etwa 79.000 Einwohner, die sich vor allem in den Ballungszentren konzentrieren.

## Geographie
Die Gemeinde Nacka ist durch eine zerklüftete Felsenlandschaft geprägt, die zur Ostsee und ihren Buchten steil abfällt. Die Gipfel sind oft kahl oder nur dünn mit Erde bedeckt. Die Felsen sind Reste einer Gebirgskette, die vor 2.000 Millionen Jahren bestand. Während der letzten Eiszeit wurde die Gegend vom Inlandeis unter den Meeresspiegel gedrückt. Erst etwa 1000 v. Chr. tauchten die ersten Bergspitzen wieder aus der Ostsee auf. Heute ist die Gemeinde sehr abwechslungsreich mit Nadelwäldern, Sümpfen und Seen.

## Geschichte
Menschliche Siedlungen lassen sich hier für die Zeit vor 4000 Jahren nachweisen. Davon zeugen vor allem Grabflächen, Steinsetzungen und Reste von Wohnplätzen. Bis zum 17. Jahrhundert waren Landwirtschaft und Fischerei die Hauptwirtschaftszweige. Dabei lagen die Gehöfte meist weit verstreut. Einen großen Einfluss hatte auch die Nähe zu Stockholm, mit dem ein reger Warenaustausch stattfand.
Im Jahr 1550 ließ Gustaf Wasa eine Hammerschmiede errichten, worauf sich weitere Fabriken und Mühlen in der Gegend ansiedelten, die vor allem Messing, Papier und Mehl produzierten. 1551 entstand auf der Halbinsel Sickla ein Hospital für Geistesgestörte und Waisen, das bis zum Ende des 18. Jahrhunderts betrieben wurde. Im 18. Jahrhundert zogen mehrere Industriebetriebe von Stockholm nach Nacka, da es ihnen in der Stadt zu eng geworden war. Die industrielle Revolution ließ diese Industrien aufblühen und bald war Nacka ein bedeutender Industrieort.  Einer der wichtigsten Betriebe war die Werft Finnboda Varv, die hier von 1878 bis 1991 bestand.
Nachdem 1893 die Saltsjöbanan fertiggestellt war entstanden an der Strecke viele Villengegenden. Zum Ende des 20. Jahrhunderts wurden jedoch viele Betriebe stillgelegt, was zum Leerstand oder Abriss vieler Industriebauten führte.
Die Saltsjöbanan überquerte den damals noch nicht ausgebauten Danvikskanalen auf einem Viadukt, das 1922 durch eine Klappbrücke, die Danviksbro ersetzt wurde. Neben der Eisenbahnbrücke wurde 1956 eine weitere Klappbrücke für den Straßenverkehr eröffnet. Beide Brücken stehen knapp außerhalb von Nacka auf dem Gebiet von Södermalm.
Die Svindersviksbron zwischen dem Ort Nacka und der Halbinsel Kvarnholmen wurde 2016 eröffnet.

## Orte
Folgende tätorter liegen in der Gemeinde Nacka:
| - Älta - Boo - Fisksätra - Hästhagen | - Kil - Kummelnäs - Nacka - Saltsjöbaden |  |

Hinzu kommt der småort Älgö.

## Sehenswürdigkeiten
- Der Rundfunksender Nacka, hier wurde im Jahr 1956 das erste Fernsehprogramm in Schweden ausgestrahlt.
- Gud Fader på himmelsbågen, 23 Meter hohe, wasserspeiende Skulptur von Carl Milles im Hafen von Nacka Strand.
- Svindersvik, ein ursprünglich erhaltenes Herrenhaus im Rokokostil von 1740.
- Skogsömonument, Gedenkstein an das Gefecht bei Södra Stäket im Großen Nordischen Krieg (1719), es befindet sich im Naturreservat von Skogsö.
- Stora Nyckelviken, Herrenhaus von 1748.

## Söhne und Töchter der Stadt
- Karl Gustav Brinckmann (1764–1847), Diplomat und deutscher Dichter
- Eva Dahlbeck (1920–2008), Schauspielerin
- Ulf Schmidt (* 1934), Tennisspieler
- Mats Wikström (* 1964), Schauspieler
- Karin Dreijer (* 1975), Sängerin und Musikerin
- Johanna Westberg (* 1990), Handballspielerin